# Isidor Macabich
Isidor Macabich i Llobet, né à Ibiza le 10 septembre 1883 et mort à Barcelone le 22 mars 1973, est un historien et ecclésiastique espagnol.

## Biographie
Il participe à l’élaboration du Diccionari català-valencià-balear.
En 1953, il est nommé archiprêtre d’Ibiza.